# Крупко, Павел Иванович
Па́вел Ива́нович Крупко́ (24 апреля 1967, Тирасполь) — советский гребец, выступал за сборную СССР по академической гребле в 1980-х годах. Чемпион мира среди юниоров, многократный победитель республиканских и всесоюзных регат, участник летних Олимпийских игр в Сеуле. На соревнованиях представлял спортивное общество «Динамо», мастер спорта международного класса. Также известен как тренер и спортивный чиновник.

## Биография
Павел Крупко родился 24 апреля 1967 года в городе Тирасполе Молдавской ССР. Активно заниматься академической греблей начал в раннем детстве, проходил подготовку под руководством тренера Н. С. Бессонова. Впоследствии проживал в Минске, где выступал за добровольное спортивное общество «Динамо». 
Первого серьёзного успеха добился в сезоне 1984 года, когда попал в юниорскую сборную СССР и побывал на молодёжном чемпионате мира в шведском городе Йёнчёпинге, откуда привёз награду серебряного достоинства, выигранную в зачёте парных четырёхместных экипажей. Год спустя съездил на молодёжное мировое первенство в немецкий Бранденбург, где одержал победу среди парных четвёрок и завоевал тем самым золотую медаль.
Благодаря череде удачных выступлений в 1988 году Крупко удостоился права защищать честь страны на летних Олимпийских играх в Сеуле — вместе с напарниками по безрульной парной четвёрке Сергеем Кинякиным, Александром Заскалько и Юрием Зеликовичем был близок к призовым позициям, но в итоге занял четвёртое место, немного не дотянув до бронзовой медали. За выдающиеся спортивные достижения удостоен почётного звания «Мастер спорта СССР международного класса».
После завершения карьеры спортсмена работал тренером по парусному спорту, регулярно участвовал в ветеранских регатах по академической гребле. Ныне вместе с семьёй проживает в Днепропетровске, занимает пост вице-президента днепропетровской федерации академической гребли. Женат, есть дочь.